# Schistocerca cohni
Schistocerca cohni är en insektsart som beskrevs av Song 2006. Schistocerca cohni ingår i släktet Schistocerca och familjen gräshoppor. Inga underarter finns listade i Catalogue of Life.